# Snowboarding na Zimowych Igrzyskach Olimpijskich 2014 – slalom równoległy mężczyzn
Slalom równoległy mężczyzn – ostatnia z konkurencji rozgrywanych w ramach snowboardingu na Zimowych Igrzyskach Olimpijskich 2014. Zawodnicy o medale olimpijskie rywalizowali 22 lutego na trasie Stadium PSX w Ekstrim-park Roza Chutor położonym w Krasnej Polanie. Był to debiut tej konkurencji na igrzyskach. Pierwszym w historii tej konkurencji mistrzem olimpijskim, a zarazem drugim złotym medalistą na tych igrzyskach został Rosjanin amerykańskiego pochodzenia Vic Wild. Srebrny krążek olimpijski powędrował do reprezentanta Słowenii Žana Košira, natomiast brązowy medal olimpijski zdobył przedstawiciel Austrii Benjamin Karl.

## Terminarz
| Data      | Konkurencja  | Godzina rozpoczęcia | Godzina rozpoczęcia |
| Data      | Konkurencja  | Czas CET            | Czas lokalny        |
| --------- | ------------ | ------------------- | ------------------- |
| 16 lutego | Kwalifikacje | 6:42                | 9:42                |
| 16 lutego | 1/8 finału   | 10:27               | 13:27               |
| 16 lutego | Ćwierćfinał  | 11:09               | 14:09               |
| 16 lutego | Półfinał     | 11:33               | 14:33               |
| 16 lutego | Finał        | 11:50               | 14:50               |

## Tło
| Data                                                                                | Miejscowość                                                                         | Zwycięzca                                                                           | Drugi                                                                               | Trzeci                                                                              | Źródło                                                                              |
| Wyniki slalomu równoległego podczas zawodów Pucharu Świata w snowboardzie 2013/2014 | Wyniki slalomu równoległego podczas zawodów Pucharu Świata w snowboardzie 2013/2014 | Wyniki slalomu równoległego podczas zawodów Pucharu Świata w snowboardzie 2013/2014 | Wyniki slalomu równoległego podczas zawodów Pucharu Świata w snowboardzie 2013/2014 | Wyniki slalomu równoległego podczas zawodów Pucharu Świata w snowboardzie 2013/2014 | Wyniki slalomu równoległego podczas zawodów Pucharu Świata w snowboardzie 2013/2014 |
| ----------------------------------------------------------------------------------- | ----------------------------------------------------------------------------------- | ----------------------------------------------------------------------------------- | ----------------------------------------------------------------------------------- | ----------------------------------------------------------------------------------- | ----------------------------------------------------------------------------------- |
| 14 grudnia                                                                          | Carezza                                                                             | Sylvain Dufour                                                                      | Alexander Payer                                                                     | Lukas Mathies                                                                       | [ 1 ]                                                                               |
| 10 stycznia                                                                         | Bad Gastein                                                                         | Alexander Bergmann                                                                  | Andreas Prommegger                                                                  | Aaron March                                                                         | [ 2 ]                                                                               |
| 12 stycznia                                                                         | Bad Gastein                                                                         | Vic Wild                                                                            | Žan Košir                                                                           | Simon Schoch                                                                        | [ 3 ]                                                                               |
| Wyniki Slalomu równoległego na mistrzostwach świata 2011                            |                                                                                     |                                                                                     |                                                                                     |                                                                                     |                                                                                     |
| 22 stycznia                                                                         | La Molina                                                                           | Benjamin Karl                                                                       | Simon Schoch                                                                        | Rok Marguč                                                                          | [ 4 ]                                                                               |
| Wyniki Slalomu równoległego na mistrzostwach świata 2013                            |                                                                                     |                                                                                     |                                                                                     |                                                                                     |                                                                                     |
| 27 stycznia                                                                         | Stoneham                                                                            | Rok Marguč                                                                          | Justin Reiter                                                                       | Roland Fischnaller                                                                  | [ 5 ]                                                                               |

## Wyniki

### Kwalifikacje
| Miejsce | Nr | Zawodniczka        | Reprezentacja     | Trasa Niebieska | Trasa Czerwona | Czas łączny | Uwagi |
| Miejsce | Nr | Zawodniczka        | Reprezentacja     | Czas            | Czas           | Czas łączny | Uwagi |
| ------- | -- | ------------------ | ----------------- | --------------- | -------------- | ----------- | ----- |
| 1.      | 3  | Vic Wild           | Rosja             | 28,20           | 29,76          | 57,96       | Q     |
| 2.      | 7  | Žan Košir          | Słowenia          | 28,74           | 30,18          | 58,92       | Q     |
| 3.      | 2  | Lukas Mathies      | Austria           | 29,48           | 29,45          | 58,93       | Q     |
| 4.      | 1  | Benjamin Karl      | Austria           | 28,81           | 30,14          | 58,95       | Q     |
| 5.      | 21 | Patrick Bussler    | Niemcy            | 29,34           | 29,67          | 59,01       | Q     |
| 6.      | 8  | Simon Schoch       | Szwajcaria        | 30,03           | 29,05          | 59,08       | Q     |
| 7.      | 9  | Nevin Galmarini    | Szwajcaria        | 29,05           | 30,08          | 59,13       | Q     |
| 8.      | 18 | Kaspar Flütsch     | Szwajcaria        | 30,14           | 29,24          | 59,38       | Q     |
| 9.      | 12 | Roland Fischnaller | Włochy            | 29,57           | 29,86          | 59,43       | Q     |
| 10.     | 11 | Sylvain Dufour     | Francja           | 29,73           | 29,70          | 59,43       | Q     |
| 11.     | 13 | Aaron March        | Włochy            | 29,52           | 29,92          | 59,44       | Q     |
| 12.     | 5  | Rok Marguč         | Słowenia          | 29,78           | 29,74          | 59,52       | Q     |
| 13.     | 10 | Andreas Prommegger | Austria           | 30,26           | 29,32          | 59,58       | Q     |
| 14.     | 23 | Stefan Baumeister  | Niemcy            | 29,70           | 30,02          | 59,72       | Q     |
| 15.     | 22 | Jasey-Jay Anderson | Kanada            | 29,71           | 30,06          | 59,77       | Q     |
| 16.     | 17 | Michael Lambert    | Kanada            | 29,61           | 30,19          | 59,80       | Q     |
| 17.     | 15 | Anton Unterkofler  | Austria           | 30,10           | 29,70          | 59,80       |       |
| 18.     | 4  | Matthew Morison    | Kanada            | 30,00           | 29,96          | 59,96       |       |
| 19.     | 32 | Josyp Peniak       | Ukraina           | 30,86           | 29,31          | 1:00,17     |       |
| 20.     | 24 | Christoph Mick     | Włochy            | 30,15           | 30,07          | 1:00,22     |       |
| 21.     | 31 | Radosław Jankow    | Bułgaria          | 30,19           | 30,05          | 1:00,24     |       |
| 22.     | 20 | Rok Flander        | Słowenia          | 30,64           | 29,66          | 1:00,30     |       |
| 23.     | 27 | Shin Bong-shik     | Korea Południowa  | 29,76           | 30,56          | 1:00,32     |       |
| 24.     | 14 | Alexander Bergmann | Niemcy            | 30,42           | 30,18          | 1:00,60     |       |
| 25.     | 25 | Meinhard Erlacher  | Włochy            | 30,54           | 30,08          | 1:00,62     |       |
| 26.     | 29 | Kim Sang-kyum      | Korea Południowa  | 31,06           | 31,29          | 1:02,35     |       |
| 27.     | 26 | Andriej Sobolew    | Rosja             | 29,02           | 33,68          | 1:02,70     |       |
| 28.     | 16 | Stanisław Dietkow  | Rosja             | 31,03           | DSQ            | DSQ         | DSQ   |
| –       | 6  | Justin Reiter      | Stany Zjednoczone | DSQ             | DSQ            | DSQ         | DSQ   |
| –       | 19 | Philipp Schoch     | Szwajcaria        | DSQ             | DSQ            | DSQ         | DSQ   |
| –       | 28 | Walerij Kolegow    | Rosja             | DSQ             | DSQ            | DSQ         | DSQ   |
| –       | 30 | Izidor Šušteršič   | Słowenia          | DSQ             | DSQ            | DSQ         | DSQ   |

### 1/8 Finału
| Nr | Zawodnik           | Reprezentacja | Para | Trasa Niebieska | Trasa Czerwona | Uwagi |       |   |     |         |   |
| -- | ------------------ | ------------- | ---- | --------------- | -------------- | ----- | ----- | - | --- | ------- | - |
| Nr | Zawodnik           | Reprezentacja | Para | 3               | Vic Wild       | Uwagi | Rosja | 1 | ... | wygrana | Q |
| 17 | Michael Lambert    | Kanada        | 1    | +0,77           | +1,78          |       |       |   |     |         |   |
| 12 | Roland Fischnaller | Włochy        | 2    | ...             | wygrana        | Q     |       |   |     |         |   |
| 18 | Kaspar Flütsch     | Szwajcaria    | 2    | +0,37           | +0,11          |       |       |   |     |         |   |
| 21 | Patrick Bussler    | Niemcy        | 3    | ...             | wygrana        | Q     |       |   |     |         |   |
| 5  | Rok Marguč         | Słowenia      | 3    | +0,12           | +0,84          |       |       |   |     |         |   |
| 1  | Benjamin Karl      | Austria       | 4    | +0,54           | wygrana        | Q     |       |   |     |         |   |
| 10 | Andreas Prommegger | Austria       | 4    | ...             | +0,19          |       |       |   |     |         |   |
| 2  | Lukas Mathies      | Austria       | 5    | ...             | wygrana        | Q     |       |   |     |         |   |
| 23 | Stefan Baumeister  | Niemcy        | 5    | +0,39           | +0,45          |       |       |   |     |         |   |
| 13 | Aaron March        | Włochy        | 6    | ...             | wygrana        | Q     |       |   |     |         |   |
| 8  | Simon Schoch       | Szwajcaria    | 6    | +1,12           | DSQ            |       |       |   |     |         |   |
| 9  | Nevin Galmarini    | Szwajcaria    | 7    | ...             | wygrana        | Q     |       |   |     |         |   |
| 11 | Sylvain Dufour     | Francja       | 7    | DSQ             | DSQ            |       |       |   |     |         |   |
| 7  | Žan Košir          | Słowenia      | 8    | ...             | wygrana        | Q     |       |   |     |         |   |
| 22 | Jasey-Jay Anderson | Kanada        | 8    | +0,32           | +0,44          |       |       |   |     |         |   |

### Ćwierćfinał
| Nr | Zawodnik           | Reprezentacja | Para | Trasa Niebieska | Trasa Czerwona | Uwagi |       |   |     |         |   |
| -- | ------------------ | ------------- | ---- | --------------- | -------------- | ----- | ----- | - | --- | ------- | - |
| Nr | Zawodnik           | Reprezentacja | Para | 3               | Vic Wild       | Uwagi | Rosja | 1 | ... | wygrana | Q |
| 12 | Roland Fischnaller | Włochy        | 1    | +0,40           | +0,52          |       |       |   |     |         |   |
| 1  | Benjamin Karl      | Austria       | 2    | +0,09           | wygrana        | Q     |       |   |     |         |   |
| 21 | Patrick Bussler    | Niemcy        | 2    | ...             | +0,15          |       |       |   |     |         |   |
| 13 | Aaron March        | Włochy        | 3    | ...             | wygrana        | Q     |       |   |     |         |   |
| 2  | Lukas Mathies      | Austria       | 3    | +0,51           | +0,29          |       |       |   |     |         |   |
| 7  | Žan Košir          | Słowenia      | 8    | ...             | wygrana        | Q     |       |   |     |         |   |
| 9  | Nevin Galmarini    | Szwajcaria    | 7    | DSQ             | +0,20          |       |       |   |     |         |   |

### Półfinał
- QF – awans do finału
- QSF – awans do małego finału

| Nr | Zawodnik      | Reprezentacja | Para | Trasa Niebieska | Trasa Czerwona | Uwagi |       |   |       |         |    |
| -- | ------------- | ------------- | ---- | --------------- | -------------- | ----- | ----- | - | ----- | ------- | -- |
| Nr | Zawodnik      | Reprezentacja | Para | 3               | Vic Wild       | Uwagi | Rosja | 1 | +1,12 | wygrana | QF |
| 1  | Benjamin Karl | Austria       | 1    | ...             | +0,04          | QSF   |       |   |       |         |    |
| 7  | Žan Košir     | Słowenia      | 2    | ...             | wygrana        | QF    |       |   |       |         |    |
| 13 | Aaron March   | Włochy        | 2    | +0,74           | +11,94         | QSF   |       |   |       |         |    |

### Finały

#### Mały finał
| Pozycja | Nr | Zawodnik    | Reprezentacja | Trasa Niebieska | Trasa Czerwona |               |         |     |         |
| ------- | -- | ----------- | ------------- | --------------- | -------------- | ------------- | ------- | --- | ------- |
| Pozycja | Nr | Zawodnik    | Reprezentacja | 03 !            | 1              | Benjamin Karl | Austria | ... | wygrana |
| 4.      | 13 | Aaron March | Włochy        | +0,26           | +16,25         |               |         |     |         |

#### Duży finał
| Pozycja | Nr | Zawodnik  | Reprezentacja | Trasa Niebieska | Trasa Czerwona |          |       |     |         |
| ------- | -- | --------- | ------------- | --------------- | -------------- | -------- | ----- | --- | ------- |
| Pozycja | Nr | Zawodnik  | Reprezentacja | 01 !            | 3              | Vic Wild | Rosja | ... | wygrana |
| 02 !    | 7  | Žan Košir | Słowenia      | +0,12           | +0,11          |          |       |     |         |